# 대전조차장역
대전조차장역(Daejeonjochajang station, 大田操車場驛)은 대전광역시 대덕구 읍내동에 있는 경부선과 호남선의 철도역이며 호남선의 기점이다. 경부선에서 호남선이 분기하는 역이다. 여객열차는 정차하지 않고 통과한다.
한국철도공사 대전충남본부의 관리역이며, 역을 상선군(群)과 하선군(群)으로 분리하여 화물 관리·열차의 조성·차량의 입환·열차 운용 등의 역할을 수행한다. 대전조차장역, 대전차량사업소, 대전조차장차량사업소, 대전기관차승무사업소 조차장 주재 등 다양한 분야의 현업 사업소가 있다.

## 역사
- 1978년 1월 10일 : 영업 개시
- 1993년 8월 7일 : 대전 엑스포의 개막에 따라 구내에 엑스포역을 설치하여 여객 취급 개시[1]
- 1993년 11월 8일 : 대전엑스포 폐막(11월 7일)에 따라 엑스포역을 폐지하고 여객 취급 중지
- 2002년 : 대전역 구내에 있던 대전차량사업소 이전
- 2004년 4월 1일 : 호남선을 대전 - 목포에서 대전조차장 - 목포 구간으로 변경함에 따라 호남선의 기점이 됨
- 2018년 6월 24일 : 기온 상승으로 인한 레일 변형으로 화물열차 탈선 사고 발생
- 2022년 7월 1일 : SRT가 대전역을 출발하여 오송역으로 가던 중 선로 변형으로 탈선 사고 발생[2]

## 배선도
대전조차장의 배선도는 다음과 같다. 이 역에 일반 여객 열차는 정차하지 않는다. 대전 북측 서울 방면에서 오는 호남선, 전라선 열차는 경부선 대전역으로 가지 않고 이 역에서 곧바로 호남선으로 접속한다.

## 엑스포역
1993년 8월 7일부터 11월 7일까지 대전 엑스포 개최 기간인 93일 동안 이 역 구내에 엑스포역이라는 임시 승강장을 설치하여 일시적으로 여객취급을 하였으며, 대전 엑스포가 끝난 직후에 바로 폐지되었다.

## 역 주변
- 대화산업단지
- 한남대학교
- 동부종합물류센터
- CJ대한통운 물류센터

## 같이 보기
- 조차장
- 대전선